# Уодонга

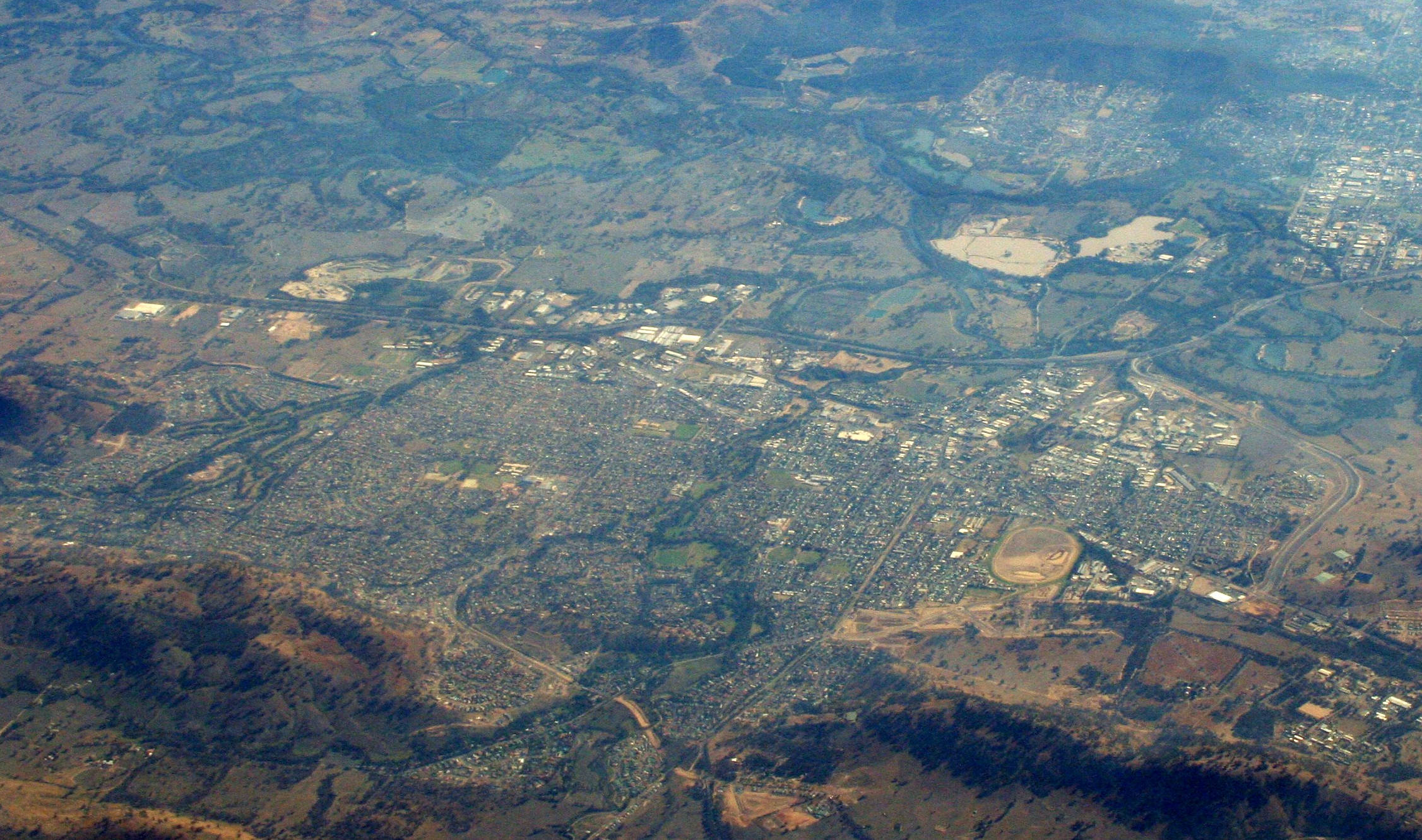
Вид с воздуха

Уодонга — небольшой город на северо-востоке Виктории, Австралия. Расположен на реке  Муррей.
Расстояния до городов:
- 557,7 км от Сиднея
- 307,4 км от Мельбурна
- 351,7 км от Канберры
- 152,9 км от Уагадугу
- 70,4 км от Вангаратте

## Массовая культура
- Леонард Хаббард записал песню Wodonga в 1924 году.